# Амзя (Аургазинський район)
Амзя́ (рос. Амзя, башк. Әмзә) — присілок у складі Аургазинського району Башкортостану, Росія. Входить до складу Баликликульська сільської ради.
Населення — 78 осіб (2010; 76 в 2002).
Національний склад:
- чуваші — 59%